# Jodhpur (Gujarat)
Jodhpur è una suddivisione dell'India, classificata come municipality, di 44.381 abitanti, situata nel distretto di Ahmedabad, nello stato federato del Gujarat. In base al numero di abitanti la città rientra nella classe III (da 20.000 a 49.999 persone).

## Geografia fisica
La città è situata a 21° 52' 60 N e 70° 1' 60 E e ha un'altitudine di 97 m s.l.m..

## Società

### Evoluzione demografica
Al censimento del 2001 la popolazione di Jodhpur assommava a 44.381 persone, delle quali 22.970 maschi e 21.411 femmine. I bambini di età inferiore o uguale ai sei anni assommavano a 4.165, dei quali 2.315 maschi e 1.850 femmine. Infine, coloro che erano in grado di saper almeno leggere e scrivere erano 36.857, dei quali 19.662 maschi e 17.195 femmine.